# Шазрон, Франсуа де Монесте
Франсуа де Монесте (фр. François de Monestay; 1617 — декабрь 1697, Ажен), маркиз де Шазрон — французский генерал.

## Биография
Третий сын Жильбера де Монесте, барона де Форжа, и Клод де Шазрон, внук Жильбера де Шазрона.
Капитан кавалерийского полка Паллюо при его формировании 20 мая 1646. Служил при взятии Диксмёйде, фортов Кнокке, Ньивдам, Слёйс (1647), участвовал во взятии Ипра и битве при Лансе (1648), находился в составе отдельного корпуса Фландрской армии под началом графа де Паллюо (1649), участвовал в деблокировании Гюиза, взятии Ретеля и Ретельском сражении (1650), служил в Нидерландах в войсках маршала Омона (1651), сражался в бою в Сент-Антуанском предместье (1652), участвовал в осаде и взятии Сен-Мену (1653), Стене (1654), Ландреси, Конде и Сен-Гилена (1655), в осаде Валансьена и сражении под его стенами (1656). Был первым капитаном и майором в кавалерийском полку, набранном им патентом от 27 июня 1657. В том же году участвовал с этим полком в осаде Монмеди, в 1658-м в битве на дюнах, осаде и взятии Дюнкерка, Берга, Диксмёйде, Ауденарде, Менена и Ипра.
Полк был распущен по окончании войны 20 июля 1660, Шазерон сохранил кампмейстерскую роту. В 1664 году отправился в Италию, а оттуда в Венгрию, где принял участие в битве с турками при Сент-Готарде.
Восстановил свой полк 7 декабря 1665. 13 января 1667 стал вторым лейтенантом роты королевской гвардии (позднее Бово), в мае сложил командование полком. В том же году участвовал в осадах и взятии Ата, Турне, Дуэ и Лилля. Бригадир кавалерии (26.01.1668), участвовал в завоевании Франш-Конте.
В 1672 году был во всех походах и при всех осадах, предпринятых Людовиком XIV, и в том же году стал губернатором Бреста. В 1673 году участвовал в осаде Маастрихта, в 1674-м сражался в битве при Сенефе, в ходе которой переправился через ручей на виду у двадцати неприятельских эскадронов, которые затем атаковал и рассеял.
9 января 1675 был назначен одним из кавалерийских контролеров и в тот же день получил командование конницей на Пикардийской границе. Кампмаршал (2 апреля), 1 мая был направлен во Фландрскую армию, участвовал в осаде города и замка Юи под командованием маркиза де Рошфора и был ранен в плечо. В 1676-м был при осаде и взятии Конде и Бушена, откуда под командованием маршала Креки отправился в Кондрос, где захватил несколько вражеских замков.
Генерал-лейтенант армий короля (25.02.1677), под началом Людовика XIV служил при осадах Валансьена и Камбре. В октябре отказался от должности лейтенанта гвардии. В 1678 году участвовал в осадах и взятии Гента и Ипра.
Генеральный наместник губернаторства Руссильона (26.04.1681). 2 марта 1684 назначен в армию маршала Бельфона, участвовал в бою у Понт-Майора и штурме Жироны. В августе 1688 передал губернаторство в Бресте своему сыну. 31 декабря того же года был пожалован в рыцари орденов короля. Инсигнии ордена Святого Духа получил из рук короля 1 января 1691.
20 марта 1689 определен в Каталонскую армию герцога де Ноая, обложил предместье Кампродона и овладел им, а затем был при взятии замка. В 1690 году командовал в Руссильоне, затем до конца войны действовал в Каталонии. В 1691 году участвовал в осаде Урхеля, взятии замков Валанс и Буа, деблокировании Прат-де-Молло. В 1692-м армия держалась в обороне, в 1693-м маркиз принимал участие в осаде Росаса, руководя атакой контрэскарпа и равелина, которыми в результате овладел. Был пожалован в рыцари ордена Святого Людовика при учреждении этой награды.  
17 мая 1694 во главе карабинеров перешел вброд через Тер под огнем трех вражеских батальонов, закрепившихся на противоположном берегу, и обратил неприятеля в бегство, облегчив переправу французской армии. Отбросив пехоту, занял мост и с тремя эскадронами нанес поражение семи эскадронам испанцев, рассеял их и взял в плен кавалерийского генерала. По словам герцога де Сен-Симона, честь победителя в сражении на реке Тер принадлежала именно «старику Шазрону». Затем маркиз обложил Паламос и участвовал в осаде Жироны, в ходе которой отразил вылазку неприятеля.
В 1695 году под командованием герцога Вандомского выступил на помощь Паламосу, в 1697-м в армии того же военачальника участвовал в осаде Барселоны. Вернувшись во Францию, умер в Ажене.

## Семья
Жена (контракт 16.12.1646): Анн де Мюра, дочь Жака де Мюра, барона де Ролла, и Маргерит де Неврезе
Дети:
- Франсуа-Амабль (ум. 28.12.1719), маркиз де Шазерон. Жена (май 1693): Мари-Маргерит Барантен, дочь Оноре Барантена, сеньора д'Ардивилье, президента Большого соаета
- Жильберта-Шарлотта-Франсуаза (1671—16.09.1719). Муж 1): Шарль де Монпеза, граф де Лоньяк; 2) (30.05.1704): Раймон де Вилларди, граф де Кенсон
- три дочери, ставшие монахинями